# Andrzej (biskup praski)
Andrzej z Gutenštejna (zm. 30 lipca 1224 r. w Castellammare di Stabia) – czeski duchowny katolicki, biskup praski od 1214 r.

## Życiorys
Pochodził z czeskiej rodziny szlacheckiej. Początkowo był proboszczem w Boleslavie, a od 1201 r. kanonikiem praskim. W 1207 r. został przeniesiony na probostwo parafii katedralenj w Pradze. Od tej pory stale przebywał na dworze królewskim. W 1211 r. król Przemysł Ottokar I mianował go kanclerzem, a trzy lata później otrzymał stanowisko biskupa ordynariusza praskiego.
22 lipca 1215 r. uczestnicząc w Rzymie w Soborze Laterańskim IV uzyskał święcenia biskupie z rąk papieża Innocentego III. Przedstawił tam pomysł utworzenia niezależnej metropolii czeskiej.
W 1216 r. został zmuszony do opuszczenia Czech, po kolejnym konflikcie na linii król-papież. Konflikt został zakończony rok później porozumieniem między zwaśnionymi stronami i zawarciem 10 maja 1222 r. konkordatu. Andrzej nie zgodził się z jego postanowieniami, dlatego pozostał we Włoszech, gdzie zmarł w 1224 r.